# Захарьинские Дворики
Заха́рьинские Дво́рики — бывшая деревня, вошедшая в состав Москвы 10 мая 1988 года. Находилась на территории современной одноимённой улицы в Южном Бутово Юго-Западного административного округа.
Деревня возникла в последнюю треть XIX века и представляла собой выселок из соседней деревни Захарьино. В источниках 1890—1926 годов называлась Захарьинские Выселки. Позже — Захарьинские Дворики, где «дворики» — «небольшой поселок, обычно притрактовый», в данном случае по расположению деревни при Варшавском шоссе.
В 1988 году вместе с некоторыми соседними территориями деревня была включена в состав Москвы. В 2004 году в деревне числилось 10 жилых домов, в которых проживали 35 человек. Площадь составляла 3,3 га. Была снесена в 2007—2009 годах.